# Petrela

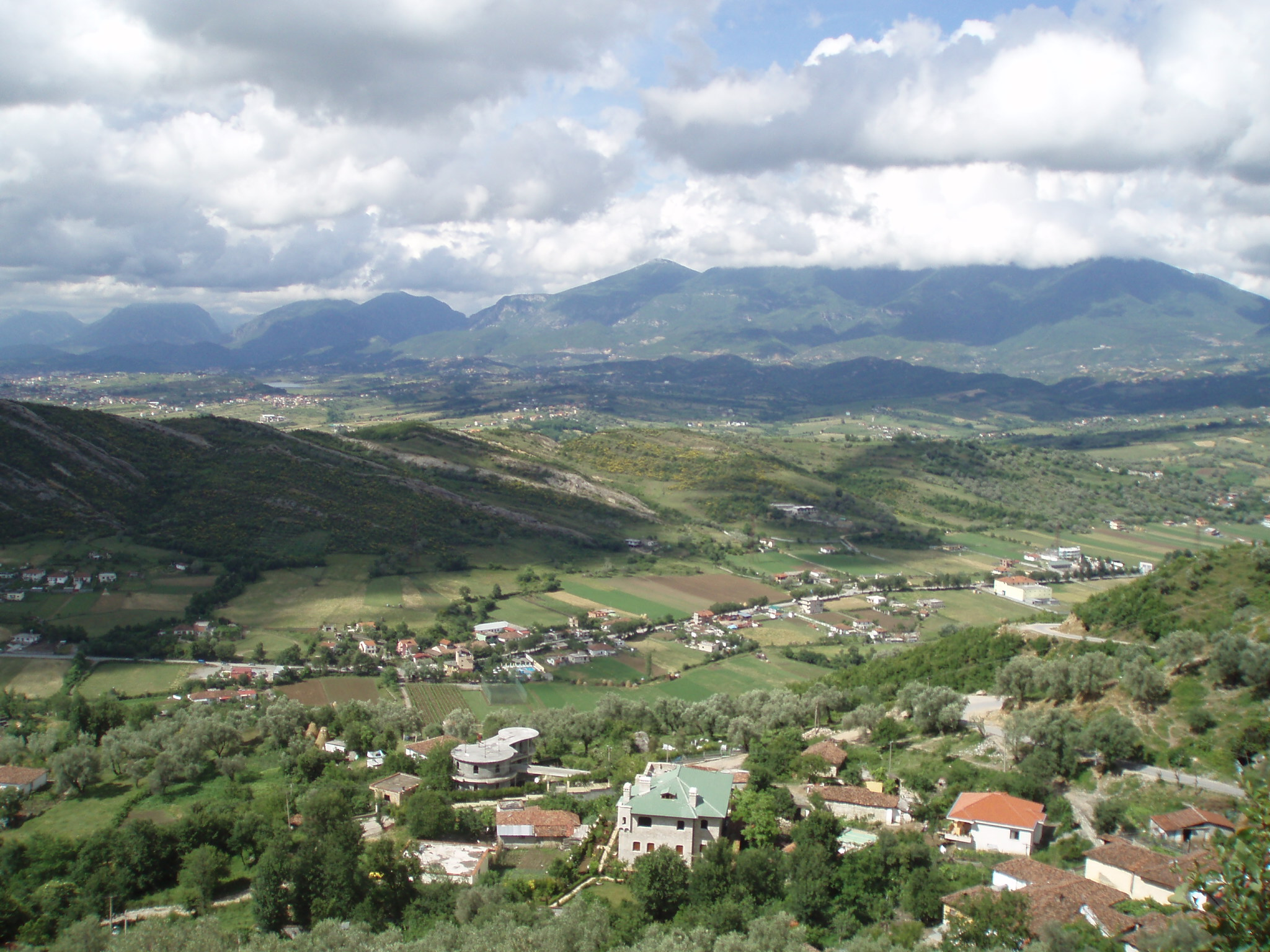
Utsikt från slottet.

Petrela (albanska: Petrelë med böjningsformen Petrela) är en ort belägen 25 km sydost om Tirana i Albanien. Där finns Petrelas slott.